# Аннетт (фильм)
«Анне́тт» (фр. Annette) — англоязычный художественный фильм французского кинорежиссёра Леоса Каракса, первый в его творчестве мюзикл. Фильм снят в сотрудничестве с группой «Sparks», музыканты которой Рон Мэйл и Рассел Мэйл написали сценарий. Он повествует о стендап-комике, жена которого, оперная певица, погибает. Герой остаётся один с двухлетней дочерью, у которой обнаруживается необычный дар.
Фильм вышел в 2021 году, спустя девять лет после предыдущей картины режиссёра «Корпорация «Святые моторы»». 6 июля он открыл Каннский кинофестиваль 2021 и на следующий день, 7 июля 2021 года, вышел на экраны во Франции.

## Сюжет
Действие происходит в США в наши дни. Генри Макгенри (Адам Драйвер) — провокационный стендап-комик — завязывает отношения с известной оперной певицей Энн Дефрасну (Марион Котийяр). После непродолжительного романа, который освещала светская хроника, у них рождается дочь Аннетт, которую играет деревянная марионетка. Карьера Энн, в отличие от Генри, идёт в гору, и Генри вынужден заботиться об Аннетт, пока Энн гастролирует, из-за чего их отношения ухудшаются. Во время одной из поездок Энн снится сон, где шестеро девушек обвиняют Генри в домогательствах, а сам Генри во сне едва не убивает Энн, врезавшись в её машину на мотоцикле. Генри даёт неудачное выступление в Лас-Вегасе, где рассказывает о том, что он якобы убил свою жену, защекотав её до смерти: в результате зрители освистывают его, после чего он возвращается домой и ссорится с Энн.
В попытках наладить отношения супруги вместе с маленькой дочерью Аннетт отправляются в круиз на собственной яхте. Яхта попадает в сильный шторм, во время которого пьяный Генри заставляет Энн танцевать с ним на палубе, в результате чего Энн падает в море и погибает. Выбравшись на берег с Аннетт, Генри видит призрак погибшей Энн, которая обещает преследовать его теперь всю жизнь. Аннетт же приобретает особый дар — при свете Луны она начинает петь голосом своей погибшей матери. Генри допрашивают в полиции касательно обстоятельств смерти Энн, но не предъявляют никаких обвинений, сочтя случившееся несчастным случаем.
Без дохода от успешной карьеры Энн у Генри не хватает денег на жизнь. Обнаружив у Аннетт её певческий дар, Генри рассказывает о нём бывшему аккомпаниатору Энн, а ныне дирижёру оркестра (Саймон Хелберг). Генри предлагает дирижёру превратить Аннетт в коммерческий музыкальный проект, на что тот соглашается, хоть и неохотно, так как ранее был влюблён в Энн и считает привлечение Аннетт к шоу-бизнесу «эксплуатацией». Проект «Малышка Аннетт» становится сенсационно успешным во всём мире, однако Генри, несмотря на финансовый успех, продолжает пить и видит призрак погибшей жены. Дирижёр же проводит всё больше времени с девочкой. В один из дней, вернувшись домой, Генри слышит, что Аннетт играет на фортепиано и напевает песню, которая была личной песней Генри и Энн на раннем этапе их отношений. Дирижёр признаётся, что он написал эту песню для Энн ещё до её знакомства с Генри, и рассказывает об их недолгом романе, который случился как раз незадолго до этой встречи. Заподозрив, что дирижёр может быть настоящим отцом Аннетт, Генри убивает его, топя в бассейне. Как позже оказывается, Аннетт не спала и видела убийство из окна.
Генри планирует последнее выступление Аннетт на стадионе, но вместо пения Аннетт сообщает многотысячной толпе, что её отец убивал людей. Генри судят за убийство и приговаривают к тюремному заключению. Спустя некоторое время, Аннетт навещает Генри в тюрьме, где обретает уже человеческий облик (Дэвин Макдауэлл). Девочка пресекает все его попытки получить прощение и начать снова общаться, говоря, что теперь Генри «больше некого любить». Охранник уводит Аннетт, и Генри остаётся один в камере, на полу которой лежит марионеточная Аннетт.

## Актёрский состав
- Адам Драйвер — Генри Макгенри
- Марион Котийяр — Энн Дефрасну
  - Катрин Тротманн — голос Энн Дефрасну в оперных партиях
- Саймон Хелберг — Аккомпаниатор
- Дэвин Макдауэлл — Аннетт
- Рассел Мэйл — в роли самого себя / пилот самолёта
- Рон Мэйл — в роли самого себя / пилот самолёта
- Анжель — девушка во сне Энн
- Кико Мидзнухара — девушка во сне Энн
- Натали Мендоса — девушка во сне Энн
- Рила Фукусима — медсестра
- Лео Каракс — в роли самого себя
- Настя Каракс — в роли самой себя

## История
Братья Мэйл несколько лет работали над сценарием мюзикла и однажды, встретив Каракса на Каннском кинофестивале, рассказали ему о своём замысле. Тот загорелся идеей и решил поставить фильм по сценарию музыкантов.
Как и в случае предыдущего фильма Каракса «Корпорация «Святые моторы»» 2012 года, производство фильма затянулось на несколько лет. На стадии пре-продакшна сообщалось, что в картине будут задействованы Адам Драйвер и Руни Мара, а также певица Рианна в небольшом камео. Впоследствии, однако, Руни Мара и Рианна вышли из проекта и на главную женскую роль была утверждена Мишель Уильямс. Съёмки фильма затянулись, в числе прочего, и из-за того, что Драйвер был занят в очередном эпизоде «Звёздных войн».
В марте 2017 года было объявлено, что Amazon Studios купили права на дистрибуцию фильма и что съёмки начнутся весной того же года. Съёмки должны были пройти в нескольких странах, в том числе в Лос-Анджелесе. Фильм назывался в числе наиболее ожидаемых премьер 2018 года.
Новости о продолжении проекта появились только в мае 2019 года. Было объявлено, что съёмки начнутся в середине августа, а продюсированием займётся компания CG Cinema. Кроме того, стало известно, что Уильямс покинула проект, а главную женскую роль исполнит Марион Котийяр.
19 апреля 2021 года вышел официальный трейлер фильма. Тогда же стало известно, что фильм Каракса откроет Каннский кинофестиваль 2021 года.

## Награды
- Каннский кинофестиваль 2021:
  - Приз за лучшую режиссуру — Леос Каракс
- Премия «Сезар» по итогам 2021 года[18]:
  - Лучший режиссёр — Леос Каракс
  - Лучшая оригинальная музыка
  - Лучший звук
  - Лучший монтаж
  - Лучшие визуальные эффекты
- Премия «Люмьер» по итогам 2021 года[19]:
  - Лучший режиссёр — Леос Каракс
  - Лучший оператор
  - Лучшая музыка